# Euchrysops jacksoni
Euchrysops jacksoni är en fjärilsart som beskrevs av Henry Stempffer 1952. Euchrysops jacksoni ingår i släktet Euchrysops och familjen juvelvingar. Inga underarter finns listade i Catalogue of Life.